# Abild (by)
 For alternative betydninger, se Abild (flertydig). (Se også artikler, som begynder med Abild)
Abild er en lille by i Sønderjylland med 524 indbyggere  (2024). Abild er beliggende fem kilometer nord for Tønder, 11 kilometer syd for Løgumkloster og 42 kilometer vest for Aabenraa. Byen tilhører Tønder Kommune og er beliggende i Region Syddanmark.
Den hører til Abild Sogn, og Abild Kirke samt Abild Skole ligger i byen.